# Норфолк Эдмиралс
«Но́рфолк Э́дмиралс» (англ. Norfolk Admirals) — профессиональная хоккейная команда, играющая в Американской хоккейной лиге. «Эдмиралс» базируется в городе Норфолк, штат Виргиния, США. Обладатель Кубка Колдера 2012 года.

## История
«Эдмиралс» были приняты в АХЛ в результате расширения лиги в сезоне 2000—2001. «Норфолк Эдмиралс» приобрела своё название от команды «Милуоки Эдмиралс» в результате расформирования IHL. У «Эдмиралс» два талисмана: собака по кличке «Солти» и гибрид собаки и кролика по кличке «Хэт Трик». «Норфолк Эдимралс» до 2007 года являлся фарм-клубом команды «Чикаго Блэкхокс», а 29 марта 2007 года «Тампа Бэй Лайтнинг» официально объявила «Эдмиралс» своим новым фарм-клубом.
В сезоне 2011/2012 команде удалось впервые выиграть Кубок Колдера, одержав победу в финальной серии против «Торонто Марлис» со счётом 4-0. В финале конференции «Эдмиралс» уверенно выиграли серию против «Сент-Джонс АйсКэпс» тоже со счётом 4-0.
21 июня 2012 года «Анахайм Дакс» на своём сайте официально объявил о подписании долгосрочного сотрудничества между клубами, начиная с сезона 2012/2013.
В 2015 году «Эдмиралс» переехали в Сан-Диего, штат Калифорния, чтобы стать новейшей версией «Сан-Диего Галлз» в рамках усилий АХЛ по созданию Тихоокеанского дивизиона. Команда «Бейкерсфилд Кондорс» из ECHL переехала в Норфолк перед сезоном 2015–16 и также используют название «Норфолк Эдмиралс».

## Клубные рекорды

### За сезон
- Голы (41) — Трой Брауэр (2006-07)
- Передачи (72) — Мартин Сен-Пьер (2006-07)
- Очки (99) — Мартин Сен-Пьер (2006-07)
- Штраф (299) — Зак Стортини (2013-14)
- Вратарские победы (38) — Кори Кроуфорд (2006-07)
- Коэффициент пропущенных голов (1,94) — Крэйг Андерсон (2002-03)
- Процент отражённых бросков (92,3) — Крэйг Андерсон (2002-03)

### За карьеру в клубе
- Голы (81) — Брэндон Боченски
- Передачи (141) — Марти Уилфорд
- Очки (185) — Блэйр Джонс
- Штраф (1208) — Шон Торнтон
- Вратарские победы (80) — Дастин Токарски
- «Сухие» игры (18) — Майкл Лейтон
- Игры (409) — Эйджей Бейнс